# Bevče
Bevče (pronuncia ˈbeːu̯tʃɛ) è un insediamento (naselje) di 216 abitanti, della municipalità di Velenje nella regione statistica della Savinjska in Slovenia.
La chiesa del paese è dedicata a San Nicola risale al XVI secolo con una restauro effettuato nel XVIII secolo.

## Origini del nome
Il nome dell'insediamento è cambiato da Bevška vas a Bevče nel 1952.